# Franska Trion
Franska Trion är en svensk musikgrupp bildad 2002 i Göteborg av Matti Ollikainen. Bandet består förutom av frontmannen även av Viktor Turegård (kontrabas), samt trummisen Christopher Cantillo, som ersatt Thommy Larsson. Deras musik beskrivs oftast som en slags blandning av rock, blues och jazz. Texterna är ofta tragikomiska. 
Bandets tidigare trummis Thommy Larsson avled hastigt av blodförgiftning i mars 2019 under en pågående turné. Bandet ställde in några spelningar, men återupptog sin turné den 30 mars med en konsert på Postkontoret i Oslo. I juli 2019 släppte de sin tionde skiva, Dom ensammas planet, där fyra olika trummisar medverkar: Anton Jonsson, Christopher Cantillo, Erik Fastén och Pontus Torstensson.
I juni 2023 släppte de antimidsommarlåten Midsommar. I mars 2024 släppte de sin fjortonde skiva Nya kulor, samtidigt som Matti Ollikainen släppte sin roman Silverkulor i svart natt. Ollikainen beskriver kortfattat att skivan "handlar om mitt liv, för det är det enda liv jag känner till", utan någon djupare tanke, där en del låtar är glada, en del lite sorgsna, liksom de dagar han trasslar sig igenom.